# 荒川玲和
荒川 玲和（あらかわ れいか、2000年2月26日 - ）は、日本のミュージカル女優。山王プロダクション所属。日本芸術専門学校出身。

## 人物
- 身長150cm[1]。

## 出演

### 舞台・ミュージカル
- ミュージカル「チャンス☆2015」 - 岸本麻衣 役[1]
- 「女三銃士」 - コンスタンス 役[1]
- 「真夏の夜の夢～LOVE」（2016年） - 蝶の羽 役[1]
- 「アリス～不思議の国の物語」（2016年） - チャシャ猫ミーシャ 役[1]
- 「アリス～不思議の国の物語」（2017年） - Mアリス 役[1]
- ミュージカル「FAME JR.」（2017年） - グレース・ラムチョップス 役[1]
- ミュージカルライブ「星の王子さま」（2018年） - 星たち 役[1]
- ミュージカル「HIGH SCHOOL MUSICAL」（2018年） - ケルシー・ニールセン 役[1]
- ミュージカル「ヘアスプレー」（2022年） - リトル・アイネス 役[1]

### テレビドラマ
- BSテレ東「命売ります」#8（2018年） - お客 役[1]
- ミュージカルドラマ「Play a Life」（2023年、フジテレビ） - 高校生 役[1]

### テレビ番組
- TBS「7時にあいましょう」 - 再現VTR[1]

### CM
- アフラック生命保険[1]
- 大塚製薬 カロリーメイト[1]